# Šas
Šas (hebrejsky ש״ס, zkrácený tvar pro התאחדות הספרדים שומרי תורה, Hit'achdut ha-Sfaradim Šomrej Tora, tedy doslova Sdružení Sefardů věrných Tóře či Sjednocení sefardských strážců Tóry) nebo též Sefardští strážci Tóry (hebrejsky: שומרי תורה ספרדים, Šomrej Tora Sfaradim) je izraelská ultraortodoxní náboženská sionistická politická strana, zastupující především Židy sefardského původu.
Strana byla založena před volbami v roce 1984 a k roku 2009 je hlavním reprezentantem věřících sefardských Židů. Šas provozuje vlastní síť náboženského vzdělávání, a to předškolní zařízení, základní školy a ješivy. Kromě toho též provozuje vlastní rozhlasové a televizní stanice, vydává týdeník a má vlastní mládežnické a ženské hnutí.
V posledních izraelských parlamentních volbách, které proběhly 1. listopadu 2022, strana získala 392 964 hlasů (8,25 % všech platných) a jedenáct poslaneckých mandátů, což z ní činí pátou nejsilnější politickou stranou zastoupenou v izraelském parlamentu.
K roku 2015 je jejím předsedou Arje Deri. Duchovním vůdcem byl bývalý izraelský vrchní rabín a uznávaná halachická autorita Ovadja Josef, který stál v čele Rady velkých učenců Tóry, jež určuje politiku strany. Paralelně existuje rovněž klasický předsednický výbor strany, avšak skutečná moc je v rukou zmíněné rady.

## Historie
Strana Šas byla založena v roce 1984 několika odštěpeneckými členy převážně aškenázské ultraortodoxní strany Agudat Jisra'el. Její původní název byl Světové sefardské společenství strážců Tóry (hebrejsky: התאחדות הספרדים העולמית שומרי תורה, Hit'achdut ha-sfaradim ha-olamit šomrej Tora) a mezi důvody jejího vzniku se řadí sociální diskriminace, nedostatečné zastoupení sefardských Židů ve vedení politických i náboženských institucí a vládní odmítnutí prodloužit funkční období vrchního sefardského rabína Ovadji Josefa. Právě pod jeho vedením nakonec strana vznikla a rabín Josef se postupně stal jejím duchovním vůdcem. Před ním tuto pozici zastával rabín Elazar Šach, který Josefovi poskytl cennou pomoc, rady a vzniku strany posvětil. Ovadja Josef zároveň, jakožto duchovní vůdce, stojí v čele Rady velkých učenců Tóry (Mo'ecet chachamej ha-Tora), která tvoří politické vedení strany. Prvním předsedou strany se stal rabín Jicchak Perec, který se po volbách v roce 1984, ve kterých Šas získal čtyři poslanecké mandáty, stal ministrem vnitra ve vládě národní jednoty.
Ve volbách v roce 1988 strana posílila a získala šest mandátů. Tento nárůst je připisován předcházející účasti ve vládě národní jednoty. Předseda vítězné strany Jicchak Šamir se po volbách pokusil sestavit pravicovou koaliční vládu s náboženskými stranami, ale jednání nakonec pro nesplnitelné požadavky náboženských stran (zpřísnění zákonů o šabatu, uznání pouze ortodoxních konverzí apod.) ztroskotala a Šamir opět vytvořil vládu národní jednoty se Stranou práce a náboženskými stranami včetně Šasu. Jeho předseda Perec ve vládě získal post ministra pro absorpci imigrantů.

### Špinavý trik

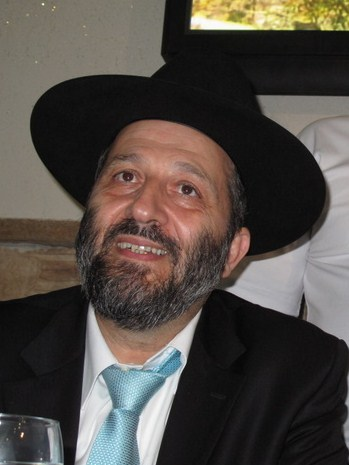
Někdejší předseda strany Arje Deri

V roce 1990 se stal Šas jedním z účastníků událostí, které se v izraelské politice označují jako špinavý trik (v hebrejštině Jicchakem Rabinem označený jako „páchnoucí trik“, hebrejsky: התרגיל המסריח, ha-targil ha-masriach). Premiér Šamir totiž stále odmítal návrhy na konání mezinárodní mírové konference. Tehdejší ministr financí Šimon Peres (Strana práce) proto uzavřel prostřednictvím svého chráněnce Chajima Ramona tajnou dohodu s Arje Derim a jeho stranou Šas o politické alianci. Poté dal Šamirovi ultimátum, podle něhož labouristé opustí vládu, pokud Šamir nebude souhlasit s návrhem amerického ministra zahraničí Jamese Bakera na konání mírové konference. Šamir proto propustil Perese z vlády a 15. března téhož roku podali všichni labourističtí ministři demisi. Téhož dne se konalo hlasování o nedůvěře vládě a díky pěti poslancům strany Šas, kteří se hlasování zdrželi, Šamirova vláda padla. Stala se tak první izraelskou vládou, které byla vyslovena nedůvěra (poměrem 60 ku 55). Peres byl pak prezidentem Chajimem Herzogem pověřen sestavením vlády a začal jednat s malými a náboženskými stranami. Strany Šas a Degel ha-Tora však Peresovi po několika dnech podporu odmítly, a on tak disponoval pouze 60 hlasy, což na vyslovení důvěry vládě nestačilo. Rozhodujícího poslance nakonec Peres získal, když Avraham Šarir opustil Likud. Peres tak mohl oznámit, že disponuje těsnou většinou a že sestavil vládu, se kterou předstoupí před parlament. Hlasování o důvěře vlády bylo naplánováno na 11. dubna, kdy měl Peres představit vládní program a jednotlivé ministry. Na poslední chvíli však dva poslanci za stranu Agudat Jisra'el nedorazili po nařízení svého duchovního vůdce rabiho Menachema Mendela Schneersona, aby nepodporovali jakékoliv územní ústupky. Peres poté požádal prezidenta o prodloužení lhůty na sestavení vlády, ale nakonec se pověření vzdal. Vládu tak sestavoval Šamir, jemuž se podařilo sestavit čistě pravicovou koalici s náboženskými stranami (včetně Šasu) s těsnou většinou v Knesetu, která získala důvěru 11. června. Šas ve vládě získal dvě křesla, a to ministra komunikací, které obsadil Refa'el Pinchasi, a ministra pro absorpci přistěhovalců, které opět obdržel Perec.

### Období hledání míru
Ve volbách v roce 1992 Šas získal opět šest poslaneckých mandátů, čímž se stal nejsilnější náboženskou stranou a zároveň jedinou z náboženských stran, se kterou předseda vítězné Strany práce, Jicchak Rabin, zahájil rozhovory o sestavení koaliční vlády (jednalo se totiž o stranu nejvíce neutrální ohledně mírové politiky). Ty byly nakonec úspěšné, neboť Rabin souhlasil s ústupky pro charedim, a rabi Josef proto souhlasil s účastí ve vládě. Učinil tak i přesto, že si byl vědom Rabinova úsilí o dosažení míru, neboť „prosazoval ústřední princip Talmudu, podle kterého je nejvyšší hodnotou judaismu lidský život. To znamenalo, že by strana mohla preferovat mír a život i za cenu případných teritoriálních kompromisů s Araby.“ Dalším důvodem pro vstup do vlády bylo pro Šas posílení mocenské pozice vůči ostatním náboženským stranám. Předseda Šasu Arje Deri získal v nově vytvořené vládě post ministra vnitra.
Strana ve vládě plně využívala svého vlivu a v roce 1993 například donutila premiéra Rabina pod pohrůžkou odchodu z vlády k vyloučení ministryně Šulamit Aloniové za její protináboženské výroky (spory mezi vládními stranami Šas a Merec, za níž byla Aloniová ve vládě, však byly dlouhodobé). Nakonec však strana v říjnu téhož roku z koalice stejně odešla. Jako příčina se uvádí odstavení Arje Deriho z postu ministra vnitra z důvodu korupční aféry a protest proti světské výchově mládeže. Stalo se to však až po hlasování o mírové dohodě z Osla, při kterém se pět z šesti poslanců za Šas zdrželo hlasování. Strana pak byla v opozici, a to až do voleb v roce 1996. Ještě před nimi, počátkem roku 1995, se premiér Rabin pokoušel neúspěšně přemluvit stranu Šas k opětovnému návratu do vlády.
Následující volby v roce 1996 byly od předchozích odlišné. Paralelně k parlamentním volbám se totiž poprvé konala přímá volba premiéra. Tato změna volebního systému se považuje za jeden z důvodů úspěchů Šasu ve volbách v druhé polovině 90. let. Před volbami stranu opustila malá ultraortodoxní skupina Cesta víry (Telem emuna), která však s pouhými 0,4 % hlasů ve volbách neuspěla. Naproti tomu Šas ve volbách posílil, získal deset poslaneckých mandátů a byl považován za jednoho vítězů z voleb. Strana se stala součástí pravicové koaliční vlády Benjamina Netanjahua, ve které Eli Jišaj získal post ministra práce a sociálních věcí.

### Aféra Bar-On
Koncem 90. let se tehdejší předseda strany Arje Deri stal ústřední postavou největšího případu politické korupce v izraelských dějinách. Deri, který byl již řadu let vyšetřován pro korupci a zpronevěru, stál v pozadí nominace Roni Bar-Ona do funkce generálního prokurátora z počátku roku 1997. Na oplátku za to měl Bar-On údajně po svém jmenování zastavit trestní stíhání proti Derimu. Zároveň měl být do celé události nepřímo zapojen tehdejší premiér Benjamin Netanjahu, kterému měl Deri pohrozit, že v případě nejmenování Bar-Ona generálním prokurátorem nepodpoří strana Šas mírovou dohodu, známou jako Hebronský protokol. Celý skandál získal označení aféra Bar-On a v Izraeli se mu také přezdívalo „aféra Bibi-gate.“ Vina premiéra a ministra spravedlnosti Cachiho Hanegbiho, který měl být do aféry rovněž zapojen, však prokázána nebyla a jediným obviněným se stal Deri. Šas proti obvinění rezolutně protestoval a organizoval masové demonstrace. Navzdory předpokladům však strana následkem skandálu neztratila podporu, ale naopak ji získala následkem budování kultu mučedníka. Deriho využila i v předvolební kampani v roce 1999, jejíž součástí byly i billboardy po celém Izraeli s Deriho fotografií a nápisem „Nevinný a požehnaný.“ Strana ve volbách v roce 1999 nakonec zaznamenala mimořádný úspěch, když získala 17 poslaneckých mandátů (historické maximum strany), a stala se tak třetí nejsilnější stranou v zemi (získala jen o procento méně hlasů než druhý Likud). Za příčinu volebního úspěchu strany se mimo využití Deriho „mučednictví“ považuje též politické napětí v zemi (zejména protinábožensky laděné kampaně, pnutí mezi sefardskými Židy a ruskými přistěhovalci apod.). Téhož roku byl Dari odsouzen za převzetí úplatku ve výši 155 tisíc dolarů ke třem letům odnětí svobody.
Strana se po volbách v roce 1999 i přes zmíněný skandál stala součástí vládní koalice premiéra Ehuda Baraka, který tím chtěl zmírnit napětí mezi religiózní a sekulární části populace. Barakovou podmínkou však byl odchod Deriho z předsednické funkce, ve které jej nahradil Eli Jišaj. V nové vládě získal Šas celkem čtyři ministerská křesla, a to post ministra práce a sociálních věcí pro předsedu Jišaje, ministra zdravotnictví pro Šloma Benizriho, ministra pro náboženské záležitosti pro Jicchaka Kohena a ministra národní infrastruktury pro Eli Suisu.

### Druhá intifáda a stažení z Pásma Gazy

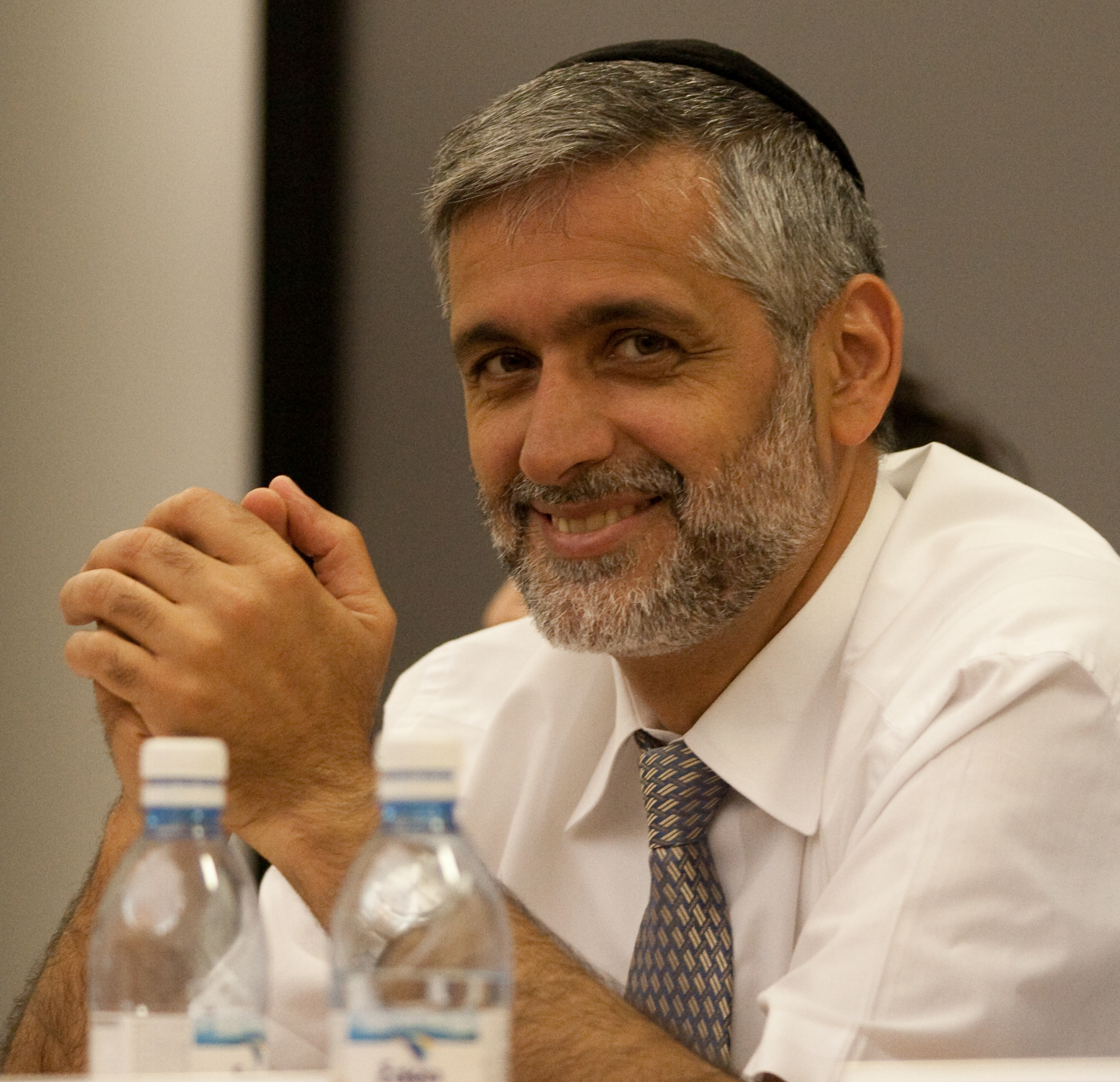
Bývalý předseda Eli Jišaj

V roce 2001 se konala přímá volba premiéra (v pořadí třetí a poslední), ve které zvítězil Ariel Šaron. Nekonaly se však parlamentní volby, a tak Šaron musel sestavit vládu z poslanců vzešlých z předešlých voleb. V důsledku druhé intifády sestavil vládu národní jednoty, v níž byl zastoupen i Šas. Ten v ní obsadil čtyři ministerská křesla a navíc pozici místopředsedy vlády pro předsedu Jišaje. Ten se mimo to stal rovněž ministrem vnitra. Šas dále dostal křesla ministra zdravotnictví pro Nisima Dahana, ministra pro záležitosti Jeruzaléma pro Eli Suisu a ministra práce a sociálních věcí pro Šloma Benizriho. Šaronovo vládnutí však nebylo snadné. Šas se na jaře 2002 rozhodl nepodpořit vládní návrh státního rozpočtu a svůj souhlas podmiňoval zvýšením finančních dotací pro svůj sociální systém. Šaron proto Šas vyloučil z vlády, avšak již po týdnu jej přijal zpět a přistoupil na jeho podmínky (souhlas s podmínkami Šasu se ukázal být snazší než vyjednávání s levicovými stranami o podpoře vládě).
V parlamentních volbách v roce 2003 zaznamenala strana pokles, když získala jedenáct mandátů. Ztráta se připisuje jak odeznění Deriho „anomálie“, tak zrušení přímé volby premiéra. Premiér Šaron však Šas nepřizval do vlády, a namísto toho sestavil koaliční vládu se sekulární stranou Šinuj, Národní jednotou a Národní náboženskou stranou. Odmítal již totiž být Šasem vydírán, jako se dělo za jeho minulé vlády. Jako opoziční strana se Šas ostře postavil proti Šaronovu plánu na jednostranné stažení z Pásma Gazy uskutečněnému v roce 2005 a rabín Josef tehdy uvalil na Šarona klatbu – „Ať ho Bůh ztrestá (…) je mučitelem izraelského národa (…) upadne do spánku a již se nikdy neprobudí.“ Šaron počátkem roku 2006 po sérii mozkových příhod nakonec upadl do kómatu, z něhož se již neprobral, a zemřel o osm let později.
V následujících volbách v roce 2006 strana posílila a získala dvanáct poslaneckých mandátů. Šas byl posléze předsedou vítězné Kadimy, Ehudem Olmertem, přizván do vlády, jejímiž součástmi dále byly Strana práce, Gil a od října 2006 do ledna 2008 rovněž Jisra'el bejtenu. Šas ve vládě získal pozici místopředsedy vlády pro svého předsedu a čtyři ministerské posty. Jednalo se o funkci ministra vnitra pro Jišaje, ministra komunikací pro Ari'ela Atiase a dva posty ministra bez portfeje pro Jicchaka Kohena a Mešulama Nahariho (v lednu 2008 Kohen opustil post ministra bez portfeje a stal se ministrem pro náboženské záležitosti).
Po volbách v roce 2009 se Šas stal součástí koaliční vlády vedené Benjaminem Netanjahuem z Likudu, na níž se dále podílí Acma'ut, Sjednocený judaismus Tóry, Židovský domov a Jisra'el bejtejnu. Strana ve vládě obsadila čtyři ministerské posty, a to ministra vnitra, ministra náboženských služeb, ministra bydlení a výstavby a post ministra bez portfeje. V listopadu 2010 strana vyloučila svého poslance Emila Amsalema, který kritizoval vedení a směřování strany. Vzhledem k tomu, že se poslanec odmítl vzdát svého mandátu, má Šas v Knesetu od té doby pouze deset poslaneckých mandátů.

### Současnost
V předčasných parlamentních volbách v roce 2013 získala strana 11 poslaneckých mandátů, a stala se tak čtvrtou nejsilnější stranou v Knesetu. Navzdory tomu se ale nestala součástí třetí Netanjahuovy vlády a skončila v opozici. Po smrti duchovního vůdce a zakladatele strany Ovadji Josefa v říjnu 2013 docházelo ke stále častějším sporům mezi Eli Jišajem a Arje Derim, které vyvrcholily koncem roku 2014. Jišaj nakonec po třiceti letech stranu opustil a založil vlastní s názvem ha-Am itanu. O několik dnů později unikla soukromá nahrávka z roku 2008, na níž Ovadja Josef označil Deriho za zloděje a špatného člověka. Podle Josefovy rodiny ji zveřejnil Jišaj v rámci svého boje s Derim, ten ale toto nařčení odmítl. Deri v reakci na nahrávku ještě téhož dne dopisem Radě velkých učenců Tóry rezignoval na svůj post předsedy strany, avšak Rada rezignaci nepřijala. O den později rezignoval na svůj poslanecký mandát. V předčasných parlamentních volbách v roce 2015 strana získala 7 poslaneckých mandátů.
V letech 2022 až 2025 byla součástí šesté vlády Benjamina Netanjahua; v roce 2025 koalici opustila kvůli sporu o výjimky z branné povinnosti pro ultraortodoxní židy.

## Ideologie

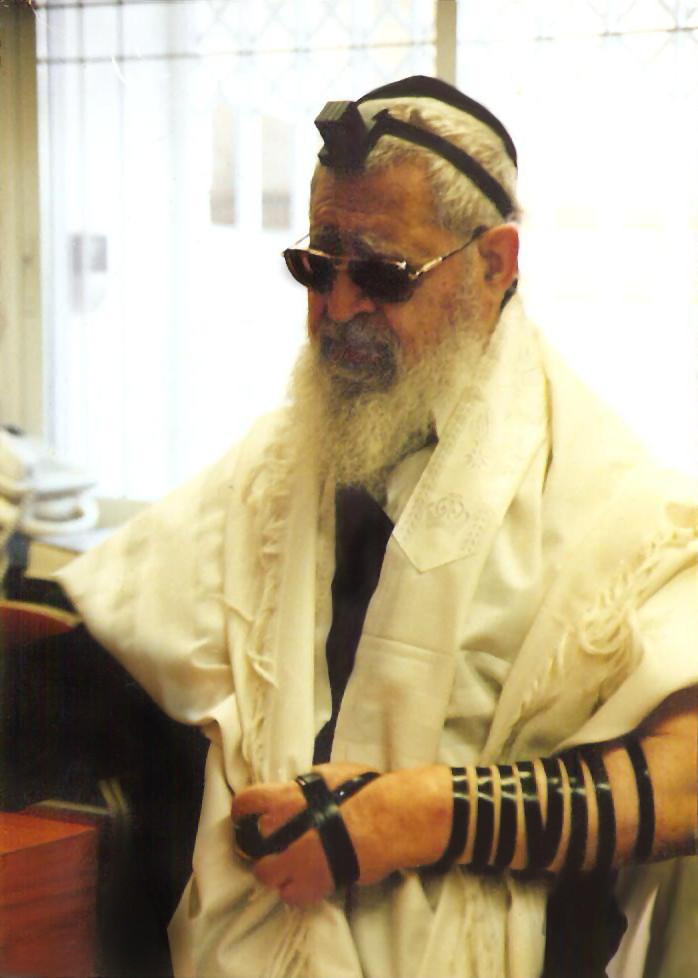
Duchovní vůdce strany Šas, rabín Ovadja Josef, při modlitbě s talitem a tfilin.

Ideologie a politický program strany je silně ovlivněn halachou (židovským náboženským právem). Přesto však Šas neusiluje o vznik teokratického státu, založeného na náboženském právu, ale spíše o „stát s židovskou duší,“ jehož židovský charakter brání právní předpisy. Strana zastává názor, že Izrael je židovský stát a že jeho židovská identita musí být zachována. To se týká například zákazu práce o šabatu apod. Během svých účastí ve vládě Šas mnohokrát využil svého vlivu v souvislosti s vymáháním židovských tradic. Stalo se tak například v roce 1999, kdy pohrozil odchodem z vlády, pokud nebude zrušen transport velké turbíny o šabatu (ten byl původně povolen, neboť přeprava v pracovní den by zablokovala dopravu). Tehdejší ministr Eli Suisa při té příležitosti hrozil slovy: „žádný ministr s kipou nebude moci zůstat za vládním stolem, bude-li šabat narušen.“ Po tomuto nátlaku nakonec tehdejší premiér Barak ustoupil a turbína byla přepravena v pracovní den.
| „            | I kdyby v návrhu izraelské ústavy bylo Desatero, odmítáme se pod tento návrh podepsat! | “ |
| — Arje Deri, |                                                                                        |   |

Důsledné dodržování halachy stranou Šas a její tvrdý postoj lze spatřit i v případě gijuru (konverze k judaismu). Zákon o návratu totiž definuje otázku „Kdo je Žid“ v sekci 4B následovně: „Pro potřeby tohoto zákona znamená ‚Žid‘ osobu narozenou z židovské matky, nebo takovou, která konvertovala k judaismu a nevyznává jiné náboženství.“ Strana však požadovala upřesnění a zpřísnění, že se musí jednat o ortodoxní konverzi (nikoli o reformní nebo konzervativní konverze) a poté, co izraelský Nejvyšší soud v roce 1986 rozhodl, že uvedená konverze nemusí být ortodoxní, na svou funkci rezignoval ministr pro náboženské záležitosti Jicchak Perec (tehdy předseda strany) a odmítal se vrátit do vlády.
Neměnný postoj zastává strana v otázce jakékoli další sekularizaci státu a ostře se staví proti návrhům na zavedení civilních sňatků. Dále v únoru 2008 poslanec Amnon Kohen předložil Knesetu ke schválení zákon, který by izraelským uživatelům internetu zakázal přístup na pornografické a hazardní internetové stránky (pro možnost přístupu by museli požádat o výjimku z paušálního zákazu).

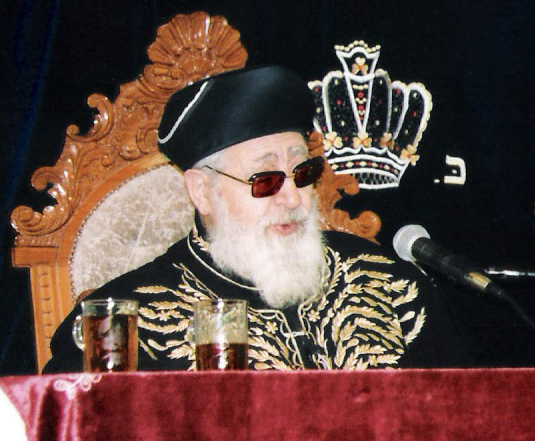
Rabín Josef v rouše vrchního sefardského rabína, které je znakem tohoto úřadu (nosil jej i poté, co úřad přestal vykonávat).

Pro stranu je klíčová oblast sociálních služeb a náboženského vzdělávání, kam směřuje většina jejího politického úsilí. Jde jí zejména o zajištění lepšího financování náboženských vzdělávacích institucí. K Šasu má blízko uznaný avšak neoficiální školský systém, v němž se strana zaměřuje na předškolní zařízení, základní školy a ješivy. Cílem strany je rovněž začlenění židovských tradic do vzdělávacího systému.
Strana se staví proti jakékoli formě veřejného vyjádření homosexuality, včetně tzv. pochodů hrdosti pořádaných například v Tel Avivu. Představitelé strany nezřídka pronášejí homofobní výroky; například předseda Jišaj v únoru 2006 v jednom rozhovoru uvedl, že: „homosexualita je nemoc“ a popřál gayům a lesbám „brzké uzdravení“. Někdejší ministr zdravotnictví Šlomo Benizri zase ve svém vystoupení v Knesetu uvedl, že zemětřesení, které v únoru 2008 postihlo Izrael, je důsledkem „homosexuálních aktivit praktikovaných v Izraeli“. Ve svých vyjádřeních nicméně strana ostře odsoudila násilí proti gayům a lesbám.
Mezi základ volebního elektorátu strany patří sefardští ultraortodoxní Židé, stranu však volí i sefardští tradicionialisté a sekulární voliči. Mezi voliče však patří i Drúzové; ve volbách v letech 1999, 2003 a 2006 odevzdalo straně svůj hlas zhruba 10 % drúzských voličů. Řadu voličů, kteří nepatří do jejího klasického elektorátu, strana zaujala svým sociálním programem.
V otázce izraelsko-palestinského konfliktu se strana chová flexibilně a pragmaticky a ve svém programu se jej dotýká pouze okrajově. K mírové dohodě z Osla se staví nejednoznačně (v době jejího schvalování se zdržela hlasování), avšak je ochotna přistoupit na územní ústupky, pokud by zachránily lidské životy, tj. přinesly mír. Zásadně odmítá dělení Jeruzaléma a přenechání vlády nad Chrámovou horou Arabům. S výjimkou východního Jeruzaléma je proti další výstavbě osad na územích získaných v šestidenní válce v roce 1967. V rámci řešení konfliktu podporovala vznik Palestinské autonomie, odmítá však vznik samostatného Palestinského státu.

## Kontroverze
Od roku 1999 byla řada poslanců za stranu Šas, včetně Arje Deriho, Rafa'ela Pinchasiho, Ja'ira Levyho, Ofera Hugiho, Ja'ira Perece a Šlomo Benizriho, odsouzena za trestné činy, jako je korupce, podvod, zpronevěra či spiknutí.
Významným zdrojem kontroverzních výroků a názorů byl duchovní vůdce Šasu, rabín Ovadja Josef. Pozdvižení způsobovaly jeho komentáře k holocaustu, sionismu, aškenázským Židům, politickým představitelům a různým událostem apod. Prohlásil například, že „holocaust a současný antisemitismus jsou Boží tresty za hříchy židů.“ Okomentoval však i přírodní katastrofy, jako byla tsunami v Indonésii v prosinci 2004 či hurikán Katrina a následné záplavy v New Orleans v srpnu 2004; ty byly podle něj zapříčiněny tím, že „lidé nestudují Tóru, a že USA podporují evakuaci židovských osad v pásmu Gazy.“
Značný rozruch světových médií a ostrou kritiku způsobila Josefova tradiční večerní modlitba z 28. srpna 2010, přenášená armádním rozhlasem. V té si rabín vypůjčil slova z modlitby ke svátku Roš ha-šana „nechť jsou naši nepřátelé a protivníci zničeni“ a upravil je. Doslova uvedl: „Ať všichni zlí, kteří nenávidí Izrael, jako je Abú Mázen a všichni Palestinci, zmizí z našeho světa. Ať je stihne mor!“ Jeho slova vyvolala o to větší odezvu, že byla pronesena pouhých několik dní před obnovením mírových rozhovorů mezi Izraelem a Palestinskou autonomií.

## Volební výsledky
| rok           | mandátů | pořadí | počet hlasů | podíl hlasů (%) |
| ------------- | ------- | ------ | ----------- | --------------- |
| 1984          | 4       | 6.     | 63 605      | 3,1             |
| 1988          | 6       | 3.     | 107 709     | 4,7             |
| 1992          | 6       | 6.     | 129 347     | 4,9             |
| 1996          | 10      | 3.     | 259 796     | 8,7             |
| 1999          | 17      | 3.     | 430 676     | 13,3            |
| 2003          | 11      | 4.     | 258 879     | 9,6             |
| 2006          | 12      | 3.     | 299 130     | 9,6             |
| 2009          | 11      | 5.     | 286 300     | 8,5             |
| 2013          | 11      | 4.     | 331 800     | 8,75            |
| 2015          | 7       | 7.     | 241 200     | 5,73            |
| Zdroj: Kneset |         |        |             |                 |

## Poslanci Knesetu

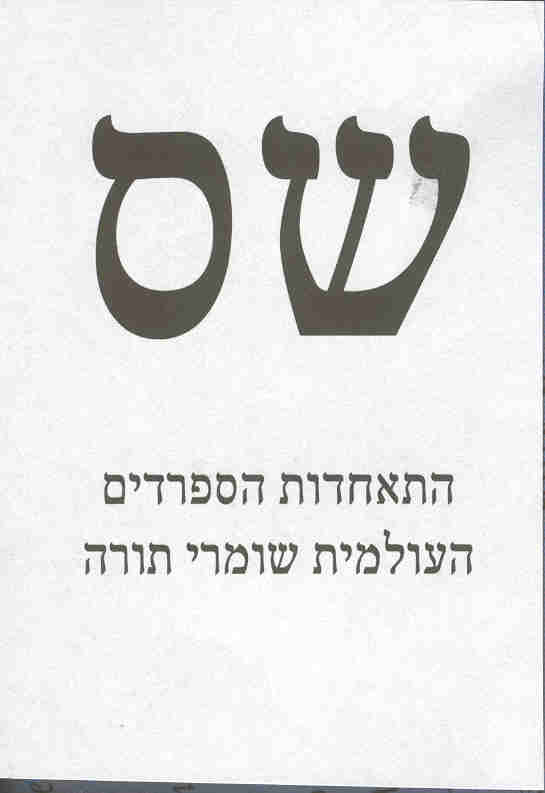
Volební lístek strany Šas pro volby v roce 2009

### Poslanci zvolení do 19. Knesetu v roce 2013
Do 19. Knesetu bylo v roce 2013 zvoleno jedenáct kandidátů strany Šas:
- Eli Jišaj
- Arje Deri (rezignoval, k 1. lednu 2015 jej nahradil Lior Edri)
- Ari'el Atias (rezignoval, k 22. červnu 2014 jej nahradil Jo'av Ben Cur)
- Jicchak Kohen
- Mešulam Nahari
- Amnon Kohen
- Ja'akov Margi
- David Azulaj
- Jicchak Vaknin
- Nissim Ze'ev
- Avraham Michaeli

### Poslanci zvolení do 20. Knesetu v roce 2015
Do 20. Knesetu bylo v roce 2015 zvoleno sedm kandidátů strany Šas:
- Arje Deri
- Jicchak Kohen
- Mešulam Nahari
- Ja'akov Margi
- David Azulaj
- Jo'av Ben Cur
- Jicchak Vaknin